# Wiesław Kotański

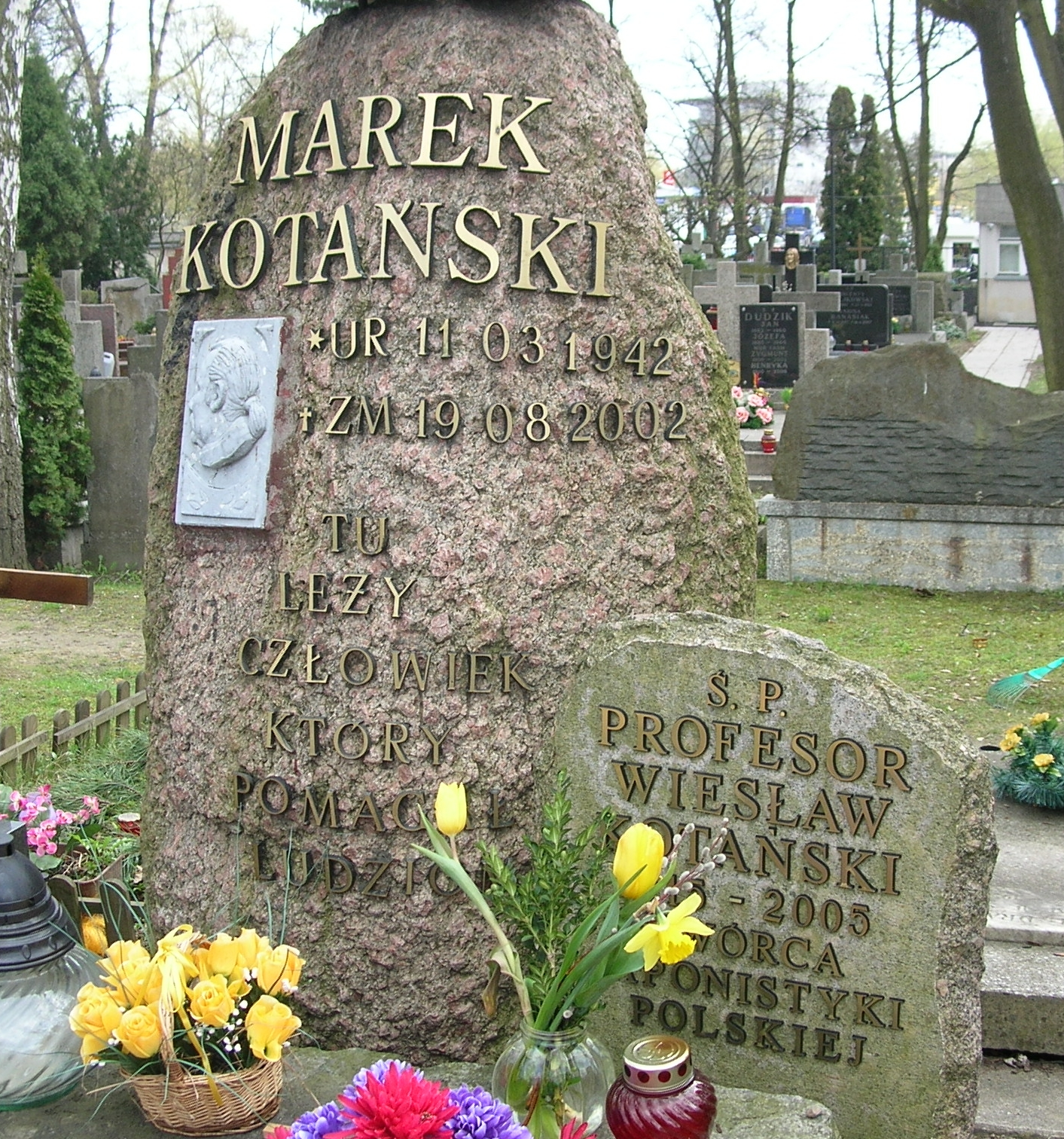
Grób Wiesława Kotańskiego i jego syna Marka na cmentarzu Wojskowym na Powązkach w Warszawie

Wiesław Roman Kotański (ur. 7 kwietnia 1915 w Warszawie, zm. 8 sierpnia 2005 tamże) – japonista, profesor Uniwersytetu Warszawskiego. Twórca i nestor polskiej japonistyki.

## Życiorys
Od 1934 studiował w Sekcji Japońskiej Szkoły Wschodoznawczej przy Instytucie Wschodnim w Warszawie, subsydiowanym przez Ministerstwo Spraw Zagranicznych II Rzeczypospolitej jako ośrodek studiów politycznych nad obszarami ZSRR, Azji i Afryki (sowietologicznych i orientalistycznych). W trakcie trzyletnich studiów japoński był dla niego językiem głównym, obok ubocznych: malajskiego, angielskiego i rosyjskiego.
W czasie okupacji niemieckiej, w latach 1940–1944, kontynuował studia na tajnych kompletach. 
Studia ukończył formalnie w 1946 roku, broniąc pracy magisterskiej. Całą karierę naukową związał z Uniwersytetem Warszawskim. Od 1946 roku był pracownikiem naukowo-dydaktycznym. W 1951 uzyskał stopień doktora na podstawie pracy pt. Językoznawcza problematyka przekładu ze współczesnego języka japońskiego na język polski, w 1955 został docentem, profesorem nadzwyczajnym w 1966 i profesorem zwyczajnym w 1975 roku.
Doprowadził do powstania w 1955 roku Zakładu Japonistyki przy Katedrze Sinologii UW. Specjalista z dziedziny historii Japonii, językoznawstwa, religioznawstwa, kulturoznawstwa, autor licznych prac, tłumacz, m.in. dwóch fundamentalnych pozycji: Dziesięć tysięcy liści. Antologia literatury japońskiej oraz Kojiki, czyli Księga dawnych wydarzeń. Oprócz kierowania Zakładem, pełnił wiele innych funkcji – był prodziekanem Wydziału Neofilologii (1952–1954), wicedyrektorem (1969–1972 i 1972–1974), a potem dyrektorem (1974–1976) Instytutu Orientalistycznego i dziekanem Wydziału Neofilologii (1978–1982).
Od 1982 był członkiem Towarzystwa Naukowego Warszawskiego.
Był mężem Ludwiki, urzędniczki, ojcem Marka Kotańskiego, twórcy Monaru.
Zmarł w Warszawie, pochowany na cmentarzu Wojskowym na Powązkach w Warszawie (kwatera A-1A-26).

## Publikacje

### Publikacje książkowe
- Dziesięć tysięcy liści. Antologia literatury japońskiej, PWN, Warszawa 1961.
- Zarys dziejów religii w Japonii, Książka i Wiedza, Warszawa 1963, stron 214.
- Teksty do nauki pisma japońskiego dla I roku, Wyd. UW, Warszawa 1973, stron 306.
- Sztuka Japonii, WAiF, Warszawa 1974.
- Drugi stopień nauki pisma japońskiego, Wyd. UW, Warszawa 1976, stron 344.
- Japońskie opowieści o bogach, Iskry, Warszawa 1983, ISBN 83-207-0196-1.
- Kojiki, czyli Księga dawnych wydarzeń, PIW, Warszawa 1986.
- Opowieści o pierwszych władcach japońskich, Iskry, Warszawa 1990, ISBN 83-207-0940-7.
- Wiśnie rozkwitłe pośród zimy, Wydawnictwo Kokusai Bunka Shuppansha, Tokio 1992; współautor.
- Dziedzictwo japońskich bogów, Ossolineum, Wrocław 1995, ISBN 83-04-04198-7.
- W kręgu shintoizmu, t. 1, Przeszłość i jej tajemnice, Dialog, Warszawa 1995, stron 265.
- W kręgu shintoizmu, t. 2, Doktryna, kult, organizacja, Dialog, Warszawa 1995, stron 283.

### Artykuły
- Irracjonalizm i nauka, [w:] Życie Nauki II (11-12), Warszawa 1949, s. 354–364.
- Japońskie wyrazy w języku polskim, [w:] Język Polski, XVII, Warszawa 1948, s. 191–196.
- O nowe ujęcie nauk filologicznych – rozważania orientalisty, [w:] Życie Warszawy, II (17–18), Warszawa 1948, s. 315–325.
- Composita w języku japońskim, Sprawozdanie z posiedzenia Komisji Językoznawczej Towarzystwa Naukowego Warszawskiego, Wydz. I Językoznawstwa i Historii Literatury II, Warszawa 1949, s. 50–66.
- Pierwotny kult shintō w Japonii, [w:] Przegląd Orientalistyczny, nr 2, Warszawa 1949, s. 51–61.
- Katana, [w:] Słownik historyczny nauk plastycznych, Zeszyt dyskusyjny, PWN, Warszawa 1951, s. 48–50.
- Z czego się śmieje Japończyk?, [w:] Przegląd Orientalistyczny, 4(8), Warszawa 1952, s. 119–128.
- Ewolucja języka japońskiego, [w:] Przegląd Orientalistyczny, 2(6), Warszawa 1953, s. 97–107.
- O badaniach nad znajomością Japonii w Polsce, [w:] Przegląd Orientalistyczny, 4(8), Warszawa 1953, s. 249–254.
- Struktura zdania japońskiego, [w:] Rocznik Orientalistyczny, XIX, Warszawa 1954, s. 179–188.
- Pōrando-ni okeru minzoku-no bunka, [w:] Nihon bungaku, IV, 4, Tokio 1955, s. 285–289.
- Tokunaga Sunao jako nowelista, [w:] Przegląd Orientalistyczny, 4(16), s. 429–438.
- Malarz japoński Tojo Oda (Sessiu), Wyd. Ministerstwa Kultury i Sztuki, Warszawa 1956, s. 85–94.
- Mistrz sprzed 450 lat, [w:] Przegląd Orientalistyczny, 2(18), Warszawa 1956, s. 117–130.
- Warushawa-de-no Nippon-kodai-bungaku-no yakai, w: Nihon bungaku, V, 5, Tokio 1956, s. 369–370.
- Pōrando-dayori, [w:] Izumi, 21, Warszawa 1957, s. 14–15.
- Japonista w Japonii, [w:] Przegląd Orientalistyczny, 2(30), Warszawa 1958, s. 161–172.
- Wystawa drzeworytu japońskiego XVII-XX wieku w Muzeum Narodowym w Krakowie, [w:] Przegląd Orientalistyczny, 1(33), s. 87–89.
- Kilka uwag o środkach zdobniczych w starożytnej poezji japońskiej, [w:] Przegląd Orientalistyczny, 2(38), Warszawa 1961, s. 129–140.
- Kulty i wierzenia pierwotne w Japonii, [w:] Euhemer, 2(21), Warszawa 1961, s. 18–34.
- Spotkanie z orientalistami, [w:] Euhemer, 5(24), Warszawa 1961, s. 71–74.
- Stosunki kulturalne między Polską a Japonią (zarys), [w:] Przegląd Orientalistyczny, 2(38), Warszawa 1961, s. 141–158; współautor
- Ryōchū Stanisław Umeda – szkic biograficzny, [w:] Przegląd Orientalistyczny, 3(43), Warszawa 1962, s. 275–288.
- Chiny a Japonia, w: Chiny, 4, s. 14–15; oraz [w:] Chiny, 5, Warszawa 1963, s. 16–21.
- Klucz do „Wrót Piekieł”, [w:] Kontynenty, 5, Warszawa 1963, s. 8–11.
- Religie współczesnego Nipponu, [w:] Argumenty, 51-52, Warszawa 1963, s. 1–2.
- The Stucture of the Japanese Conjugation, [w:] Trudy XXV Mieżdunarodnowo kongressa wostokowiedow, Moskwa 9–11 awgusta 1960 g., vol. 1, Moskwa 1963, s. 358–362.
- Religie Japonii, [w:] Zarys dziejów religii. Praca zbiorowa, Warszawa 1964 (wyd. II – 1968, s. 148–184; wyd. III – 1976, s. 170–206)
- Japonica u Skargi, [w:] Prace Filologiczne, XVIII, 4, Warszawa 1965, s. 239–251.
- Binarnyje swiazi w japonskom tiekstie, [w:] Issledowania po japonskomu jazyku, Nauka, Moskwa 1967, s. 54–71.
- Pod znakiem lotosu, [w:] Kontynenty, 2, Warszawa 1967, s. 16–19.
- Kaigai-ni okeru nihongo-no kenkyū to nihongo-kyōiku: Pōrando, [w:] Kokugo-nenkan Shōwa 45-nempan, Shūei-shuppan, Tokio 1970, 40-43.
- Notatki z podróży do Japonii, [w:] Przegląd Orientalistyczny, 2(74), Warszawa 1970, s. 139–140.
- Japoński shintoizm, czyli od magii do metafizyki, [w:] kontynenty, 3, Warszawa 1972, s. 6–8.
- Semiotyczne podstawy interpretacji symbolu religijnego (na materiale japońskim), [w:] Studia Semiotyczne, III, Wrocław 1972, s. 169–175.
- Czy będziemy czytać polskie przekłady japońskich klasyków?, [w:] Literatura na świecie, 12(32), Warszawa 1973, s. 258–275.
- Japoński siedemnastozgłoskowiec haiku, [w:] Poezja, 1(10), Warszawa 1975, s. 3–21.
- Kosmogonia japońska, [w:] Euhemer, 3(97), Warszawa 1975, s. 15–32.
- Pōrando-bunka to Nihon-bunka, [w:] Pōrando-no bunka to shakai, Tameidō, Tokio 1975, s. 21–38.
- Tradycje przeszłości w nowej sztuce Japonii, [w:] Przegląd Orientalistyczny, 2(940, Warszawa 1975, s. 135–146.
- The belief in Kotodama and some misinterpretations of Kojiki, [w:] European Studies on Japan, Paul Norbury Publications, Tenterden 1979, s. 237–242.
- Imiona bogów w „Kojiki”, najstarszej kronice japońskiej, [w:] Euhemer, 3(117), Warszawa 1980, s. 3–13.
- Religiozni običaji, obredi i simboli u Japanu, [w:] Religiozni obredi, običaji i simboli, Radnička Stampa, Beograd, s. 115–121.
- Semiogramy i sylabogramy, czyli o pismie japońskim, [w:] Kontynenty, 5, Warszawa 1980, s. 26–29.
- Äußerungsformen der Kategorie des Komischen im Kojiki, [w:] Literaturen Asien und Afrikas. Theoretische Probleme, Akademie Verlag, Berlin 1981, s. 243–247.
- Das altjapanische Jenseitsbild, [w:] Bochumer Jahrbuch zur Ostasienforschung, Bochum 1981, s. 178–195.
- Poeta japoński w epoce przedpiśmiennej, [w:] Przegląd Orientalistyczny, 1(11), Warszawa 1981, s. 17–22.
- Pōrando-ni okeru nihon bungaku-no juryō, [w:] Bungaku, vol. 50, nr 12, Tokio 1982, s. 162–171.
- Japanese Studies in Poland, [w:] Oriental Studies in the Sixty Years of Independent Poland, PWN, Warszawa 1983, s. 53–58.
- An Attempt at Systematizing Syntagmatic Relations in Japanese Utterance, [w:] Man and Society in Japan Today, ed. by Mikołaj Melanowicz, Warsaw Univ. Press, Warsaw, pp. 21–36.
- Ukryta warstwa znaczeniowa w japońskiej kronice „Kojiki”, [w:] Przegląd Orientalistyczny, 1-4, Warszawa 1984, s. 3–12.
- Generic denotations accompanying names of gods and men in the „Kojiki”, [w:] Rocznik Orientalistyczny, XLIV, 2, Warszawa 1985, s. 5–21.
- A New Approach to the Problem of Ancient Japanese Funeral Ceremonies as Depicted in the Kojiki, [w:] Rocznik Orientalistyczny, XLV, 1, Warszawa 1986, s. 35–40.
- Computer Analysis of Japanese Mythological Names, [w:] Cahiers d’Etudes et de Documents sur les Religions du Japon, VII, Paris 1986, s. 9–28.
- Generic Denotations Accompaying Names of Gods and Men in the „Kojiki”, II, [w:] Rocznik Orientalistyczny, XLV, 1, Warszawa 1986, s. 41–58.
- Haiku i inne tendencje literatury japońskiej – tezy, [w:] Literackie warsztaty: zen w sztuce – haiku, Wojewódzki Dom Kultury im. Henryka Karlińskiego, Legnica 1986, s. 25–29.
- Japońskie Quod erat in principio, [w:] Euhemer, 1(1390, Warszawa 1986, s. 3–20.
- Shintō jako tło kultury japońskiej – tezy, [w:] Literackie warsztaty: zen w sztuce – haiku, Wojewódzki Dom Kultury im. Henryka Karlińskiego, Legnica 1986, s. 71–81.
- Shintō – religia Japonii, [w:] Euhemer, 3–4(141–142), Warszawa 1986, s. 71–81.
- Shintō – skansen manaizmu, [w:] Euhemer, 2(140), Warszawa 1986, s. 71–81.
- Some Suppositions on Moral Attitudes of the Heroes of Kojiki, [w:] Cahiers d’Etudes et de Documents sur les Religions du Japon, VII, Paris 1986, s. 29–46.
- From Ecology to Midufology, [w:] Orientalia Varsoviensia, nr 1, Warszawa 1987, s. 127–140.
- Na tropie japońskiego systemu wartości, [w:] Co badania filologiczne mówią o wartości?, t. 1, Warszawa 1987, s. 9–48.
- A New Approach to the Problem of Antecedence in the Shintō Pantheon, [w:] Cahiers d’Etudes et de Documents sur les Religions du Japon, VIII Paris 1988 s. 34–43
- Tradycja we współczesnej kulturze Japonii, [w:] Rocznik Towarzystwa Naukowego Warszawskiego, XLIV, Warszawa 1990.
- Kodai bunka denrai genpon no kaishaku no shomondai (Problematyka interpretacji oryginalnych tekstów powstałych w archaicznej kulturze), [w:] Bunka bengogaku – Culture and Linguistics, Tokio 1992.
- Wpływ religii shintō na kształtowanie się osobowości Japończyka, [w:] Japonica, nr 1, Warszawa 1993, s. 13–24.
- Najnowsze studia nad tekstem Kojiki w Japonii, [w:] Japonica, nr 2, Warszawa 1994, s. 145–157.
- Od ekologii do mizuhologii, [w:] Japonica, nr 2, Warszawa 1993, s. 13–28.
- Poezja japońskich bogów, czyli na tropie zaczątków satyry (I), [w:] Japonica, nr 3, Warszawa 1994 s. 23–50.
- Poezja japońskich bogów, czyli na tropie zaczątków satyry (II), [w:] Japonica, nr 4 Warszawa 1995 s. 17–52.
- Intonacja jako narzędzie badań nad tekstem starojapońskim, [w:] Japonica, nr 5, Warszawa 1995, s. 23–36.
- Pamięci Profesora Yoshigami Shōzō, [w:] Japonica, nr 6, s. 13–16.
- Wspomnienia z początków japonistyki w Polsce i inne refleksje, [w:] Japonica, nr 12, Warszawa 2000, s. 33–40.

### Przekłady
- Ryūnosuke Akutagawa, Pajęcza nić (Kumo no ito), [w:] Przegląd Orientalistyczny, 1(5), Warszawa 1952, s. 44–47.
- Adam Mickiewicz, Wakage e no kō (Oda do młodości), [w:] Senretsu, 1, Sapporo, s. 35–37; oraz w: Warera no uta, 12, Hiroshima 1955, s. 4–6.
- Yamabe no Akahito, Wiersz (Man’yōshū, ks. VI, wiersz 36), [w:] Przegląd Orientalistyczny, 2(14), Warszawa 1955, s. 194.
- Yamabe no Omi Okura, Dialog o nędzy, [w:] Przegląd Orientalistyczny, 1(13), Warszawa 1955, s. 66–72.
- Ze średniowiecznej poezji japońskiej, [w:] Przegląd Orientalistyczny, 2(22), Warszawa 1957, s. 169–173.
- Miyazawa Kataharu, Dwudziesty października (Jūgatsu hatsuka), [w:] Przegląd Orientalistyczny, 2(26), Warszawa 1958, s. 177–178.
- Opowieści radcy Tsutsumi; Czarna szminka, [w:] Przegląd Orientalistyczny, 4(32), Warszawa 1958, s. 383–391.
- Otomo no Yakimochi, Siedem strof do dziewczyny, [w:] Zwierciadło, 8, Warszawa 1963, s. 6.
- Kawabata Yasunari, Kraina śniegu, PIW, Warszawa 1964, stron 194 (wyd. II, PIW, 1969, stron 156)
- Ueda Akinari, Opowieść przy deszczu i księżycu, [w:] Kontynenty, 12, s. 9–11.
- Ueda Akinari, Po deszczu przy księżycu, Ossolineum, Wrocław 1968, stron 286.

## Ordery i odznaczenia
- Krzyż Kawalerski Orderu Odrodzenia Polski (1973)
- Medal 30-lecia Polski Ludowej
- Medal 40-lecia Polski Ludowej
- Medal 10-lecia Polski Ludowej (19 stycznia 1955)[5]
- Order Świętego Skarbu (Japonia, 1977)
- Order Wschodzącego Słońca (Japonia, 1986)

Źródło.